# Mike Hennessey
Mike Hennessey (Londen, 25 februari 1928 – Durchhausen, 23 augustus 2017) was een Britse muziekjournalist, die ook actief was als jazzpianist.

## Leven en werk
Hennessey kwam uit een muzikale familie en leerde op zijn zesde piano spelen. Hij schreef voor veel jazztijdschriften in Europa en Amerika. Tevens was hij jarenlang redacteur van het vaktijdschrift Billboard, waarvoor hij tot 1994 ook als internationaal uitgever werkte. Hij was een groot kenner van het internationale auteursrecht en maakte zich sterk voor de intellectuele eigendomsrechten in de muziek. Verder was hij medeoprichter van internationale branchetijdschriften als Music Week en music & media. Hij schreef ook boeken, waaronder biografieën van jazzmusici. Als pianist speelde hij bij de groep rond Chas Burchell en deed mee aan twee albums. Hij was betrokken bij de oprichting van de Paris Reunion Band rond Nat Adderley en toerde met Adderley, Billy Mitchell, Arthur Blythe, Benny Golson, Keter Betts alsook Jimmy Cobb en Jan Harrington. Verder begeleidde hij Buddy DeFranco, Nathan Davis, Johnny Griffin, Dusko Goykovich en Ronnie Scott.
Sinds 1998 woonde hij in Durchhausen. Zijn partner was de Duitse concertpromotor Gaby Kleinschmidt.

## Werken
- Eddie Rogers/Mike Hennessey, Tin Pan Alley, London 1964
- Ronnie Scott met Mike Hennessey, Some of My Best Friends Are Blues, London 1979
- Klook: the Story of Kenny Clarke, London 1990; ISBN 0704325292
- The Little Giant: the Story of Johnny Griffin, London 2008; ISBN 9780955090851

## Discografie (selectie)
- Shades of Chas Burchell (In + Out Records, 1993)
- Unsung Hero: The Undiscovered Genius of Chas Burchell (In+Out, 1995)